# أرت روني
أرت روني (بالإنجليزية: Art Rooney) هو لاعب كرة قدم أمريكية أمريكي، ولد في 27 يناير 1901 في South Versailles Township, Pennsylvania ‏ في الولايات المتحدة، وتوفي في 25 أغسطس 1988 في بيتسبرغ في الولايات المتحدة.

## وصلات خارجية
- أرت روني على موقع IMDb (الإنجليزية)
- أرت روني على موقع الموسوعة البريطانية (الإنجليزية)
- أرت روني على موقع إن إن دي بي (الإنجليزية)